# Mirian III
Mirian III, Święty Król Mirian (III/IV w. n.e.) – król Kartlii (dawnej Iberii), we wschodniej Gruzji. W 337 nawrócony przez św. Nino król Mirian III przyjął chrześcijaństwo jako religię państwową (w ten sposób Gruzja stała się drugim na świecie, po Armenii, państwem chrześcijańskim). Wydarzenie to opisano w jednym z najstarszych zabytków literatury gruzińskiej Mokcewaj Kartlisaj (Nawrócenie Kartlii). Wydarzenie to powszechnie uważa się za faktyczną chrystianizację Gruzji. Fundator świątyni chrześcijańskiej w Mcchecie, w miejscu, gdzie obecnie wznosi się katedra Sweti Cchoweli.